# أولاد داوود (تشرافت)
أولاد داوود هي إحدى مشيخات المملكة المغربية، تتبع جغرافيا لإقليم خريبكة وإداريًا لتشرافت. يقدر عدد سكانها بـ 10793 نسمة حسب الإحصاء الرسمي للسكان والسكنى لسنة 2004.